# Дарко Глишић
Дарко Глишић (Уб, 28. мај 1973)  српски је политичар и инжењер геодезије који од 2024. обавља функцију министра за јавна улагања. Од новембра 2024. до априла 2025. био је вршилац дужности министра грађевинарства, саобраћаја и инфраструктуре. Председник је Извршног одбора Српске напредне странке од 2016. и некадашњи је народни посланик у Народној скупштини Републике Србије. Од 2012. до 2024. обављао је функцију председника Општине Уб.

## Биографија
Рођен је 28. маја 1973. године у Убу, где је завршио основну школу. Након завршене Средње геодетске школе у Београду, уписао се 1993. године у Вишу грађевинско-геодетску школу у Београду, коју завршава и стиче звање инжењера геодезије.
У Српску радикалну странку се учланио 1997. године, где је одмах изабран за потпредседника окружног одбора за Колубарски округ, а 2000. године за председника тог одбора.
Председник Скупштине општине Уб је био током 2005. и 2006. године. Биран је за народног посланика у Народној скупштини Републике Србије на парламентарним изборима 2003. и 2008. године.
Приликом унутрашњег раскола у Српској радикалној странци 2008. године, напушта странку и постаје један од оснивача Српске напредне странке. Одмах по оснивању нове странке, изабран је за председника страначког окружног одбора за Колубарски округ.
За председника општине Уб је први пут изабран након избора 2012. године. На Скупштини Српске напредне странке 28. маја 2016. године, изабран је за председника њеног Извршног одбора.
Дарко Глишић је кум актуелног председника Србије што је потврдио и сам Александар Вучић током једне расправе у Скупштини Србије.
Биран је за председника општине и 2016. односно за трећи мандат 22. августа 2020. године.
После масовних злочина у селима Дубона, Орашје и Основној школи „Владислав Рибникар“ у Београду, он је глумцима који су били критички настројени према властима поручио на телевизији Хепи да, ако им се не свиђа режим, могу да „иду негде другде да глуме“. Ова изјава изазвала је бројне реакције глумаца.
У Влади Србије формираној у мају 2024. преузео је функцију министра за јавна улагања.
Након пада надстрешнице у Новом Саду и оставке министра грађевинарства, саобраћаја и инфраструктуре Горана Весића именован је за вршиоца дужности до избора новог министра.
Дана 5. августа 2025. Глишићу је уживо у јутарњем програму ТВ Пинк изненада позлило и пребачен је у Ургентни центар. Златибор Лончар, министар здравља, рекао је да је Глишић имао мождани удар и да је у тешком стању. Након операције је интубиран прикључен је на респиратор. Лончар је навео да се његово стање након можданог удара прати.

## Приватни живот
Има два сина. Љубитељ је рок музике. Служи се енглеским језиком. 